# جغرافیای اسرائیل
جغرافیای اسرائیل، با شرایط بیابانی در جنوب و کوه‌های پوشیده از برف در شمال، بسیار متنوع است. اسرائیل، در انتهای شرقی دریای مدیترانه در غرب آسیا واقع شده است. این کشور، از شمال به لبنان، از شمال شرق به سوریه، از شرق به اردن و کرانه باختری و از جنوب غرب به مصر، محدود می‌شود. در غرب اسرائیل، دریای مدیترانه قرار دارد که ۲۷۳ کیلومتر از خط ساحلی اسرائیل و نوار غزه را تشکیل می‌دهد. اسرائیل، خط ساحلی کوچکی نیز در دریای سرخ در جنوب دارد. مساحت اسرائیل، ۲۰٬۷۷۰ کیلومتر مربع و ۱۵۰اُمین کشور جهان از لحاظ وسعت جغرافیایی است. این کشور همچنین از طریق دریای مدیترانه، خلیج عقبه و دریای سرخ مرز آبی دارد. شورترین دریاچه جهان به نام دریای مرده در مرز اردن و اسرائیل واقع شده است. بزرگ‌ترین دریاچه داخلی اسرائیل، دریاچه طبریه در دامنه بلندی‌های جولان قرار گرفته است. صحرای نِگِب نیز بیابانی وسیع است در جنوب کشور اسرائیل که حدود ۵۵ درصد از خاک اسرائیل را پوشانده است.